# ام بشر
ام بشر (عربی: ام بشر) یک منطقهٔ مسکونی در قطر است که در شهرداری الوکره واقع شده‌است.